# Tipuloleskia mima
Tipuloleskia mima là một loài ruồi trong họ Tachinidae.